# Henk Meijer (taekwondo)
Henk Meijer (Winschoten, 22 juli 1959) is een Nederlands taekwondo-coach en beoefenaar van deze Koreaanse vechtsport.
Meijer werd vijf keer Nederlands en vijf keer Open Nederlands kampioen in Taekwondo.
Hij was de eerste niet-Koreaan die wereldkampioen Taekwondo werd op het Wereldkampioenschap in Seoul, het moederland van het Taekwondo, in 1985.
Zijn actieve loopbaan als sporter sloot hij af op de Olympische Spelen van 1988 in Seoul waar Taekwondo nog de status had van demonstratiesport.
Van 1990 tot en met 1994 en van 1997 tot en met 2004 was hij coach van het Nederlandse Nationale Senioren Team. Succesvolle spelers die hij begeleidde waren onder andere Verginia Lourens (Europees Kampioen 1998 & 2000), Mirjam Muskens (Vice-Wereldkampioen 1999), Ferry Greevink (Wereldkampioen 2001). Hij fungeerde als Coach op de Olympische Spelen van 2000 in Sydney, waar het Taekwondo debuteerde als officiële Olympische Sport. Op de Olympische Spelen van 2004 in Athene was Meijer opnieuw Coach voor Nederland. 
Van 2005 tot en met 2008 was Meijer Hoofd Coach van de Franse Senioren Selectie. Van 2010 tot 2012 was hij Hoofd Coach van de Griekse Nationale Selectie.
Meijer heeft een wereldwijd bekende status in de Taekwondo wereld en werd daardoor over de hele wereld gevraagd seminars te geven. Zo was hij te gast in onder andere Australië, Nieuw-Zeeland, Israël, Tunesië, Marokko, Mexico, Suriname, Colombia, Dominicaanse Republiek, Canada, USA en een groot deel van Europa.
In 2013 werd Meijer opgenomen in de Taekwondo Hall of Fame (in Las Vegas, USA). Een mooie erkenning voor zijn Taekwondo loopbaan.
Hij heeft sinds 1984 een eigen Taekwondo School in Groningen.